# Marius Broening
Pour les articles homonymes, voir Broening.

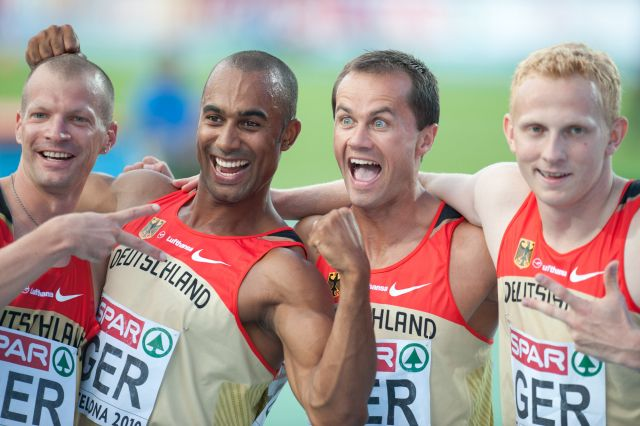
Marius Broening (deuxième en partant de la gauche) avec ses coéquipiers du relais 4 × 100 m lors des Championnats d'Europe 2010.

Marius Broening (né le 24 octobre 1983 à Herrenberg) est un athlète allemand, spécialiste du sprint et notamment du 100 mètres et du relais 4 × 100 m.

## Biographie
Le 1er août 2010, lors des Championnats d'Europe d'athlétisme 2010, il contribue comme second relayeur (avec Tobias Unger, Alexander Kosenkow et Martin Keller) au gain de la médaille de bronze du relais 4 × 100 m allemand, en 38 s 44, derrière l'équipe française et italienne.

## Performances
Son meilleur temps était de 10 s 30, réalisé en juillet 2004 à Brunswick qu'il a amélioré le 4 juillet 2009 à Ulm, malgré un vent contraire de -2,5 m/s en 10 s 24.